# Aske Adelgaard
Aske Emil Berg Adelgaard (* 10. November 2003 in Odense) ist ein dänischer Fußballspieler.
Abgesehen von einer kurzen Unterbrechung spielte er in seiner Jugend für Odense Boldklub. Seit 2024 steht er bei den Go Ahead Eagles Deventer unter Vertrag. Des Weiteren ist Adelgaard dänischer Nachwuchsnationalspieler.

## Karriere

### Verein
Aske Adelgaard wechselte im Sommer 2019 von Odense Boldklub zu Randers FC, kehrte aber Ende Januar 2021 wieder nach Odense zurück. Am 7. August 2022 gab er im Alter von 17 Jahren bei der 1:2-Heimniederlage gegen Aarhus GF sein Profidebüt in der Superligaen. In seiner ersten Profisaison kam Adelgaard regelmäßig zum Einsatz, musste allerdings einige Male wegen einer gelben oder einer roten Karte eine Sperre absitzen. Mit Odense BK ging er in die Abstiegsrunde, konnte allerdings dort den Klassenerhalt schaffen.
Im Sommer 2024 wechselte er zu den Go Ahead Eagles Deventer.

### Nationalmannschaft
Aske Adelgaard absolvierte im November 2022 zwei Spiele für die U20 von „Danish Dynamite“, bevor er am 24. März 2023 bei der 2:3-Niederlage im Testspiel in der türkischen Provinz Antalya gegen die Ukraine sein Debüt für die U21 Dänemarks gab.